# 스카이랜더 아카데미
《스카이랜더 아카데미》(Skylanders Academy)는 비디오 게임 시리즈 《Skylanders》를 기반으로 팀투(TeamTO)와 액티비전 블리자드 스튜디오가 제작한 미국의 애니메이션 시리즈다. 첫 번째 시즌은 2016년 10월 28일 넷플릭스에서 공개되었다.

## 등장 캐릭터
- 스파이로 (배역: 저스틴 롱)
- 다크 스파이로 (배역: 제이슨 리터)
- 이럽터 (배역: 조너선 뱅크스)
- 닌자 엘프 (배역: 애슐리 티스데일)
- 이언 스승 (배역: 크리스 다이아먼토폴로스)
- 팝 피즈 (배역: 보브캣 골드스웨이트)
- 페퍼 잭 (배역: 존 디마지오)
- 제트백 (배역: 그레그 엘리스)
- 울프 갱 (배역: 제임스 헷필드)
- 캐오스 (배역: 리처드 스티븐 호비츠)
- 글럼생스 (배역: 놈 맥도널드)

## 에피소드

### 시리즈 개요
| 시즌 | 시즌 | 회수 | 방송 날짜        | 방송 날짜        |
| 시즌 | 시즌 | 회수 | 시즌 시작        | 시즌 종료        |
| ---- | ---- | ---- | ---------------- | ---------------- |
|      | 1    | 12   | 2016년 10월 28일 | 2016년 10월 28일 |
|      | 2    | 13   | 2017년 10월 6일  | 2017년 10월 6일  |
|      | 3    | 13   | 2018년 9월 28일  | 2018년 9월 28일  |

### 시즌 1
| 번호 | 제목                                                        | 감독                    | 작가                                      | 본 공개 날짜     |
| --- | ----------------------------------------------------------- | ----------------------- | ----------------------------------------- | ---------------- |
| 1 | "뭉치자, 스카이랜더!" "Skylanders Unite!"                   | John Mathot, Ron Myrick | 에릭 로저스                               | 2016년 10월 28일 |
| 이언 스승에 의해 스카이랜더 후보생이 된 스파이로는 자신의 태도와 자만심으로 인해 졸업하지 못 할 위기에 처한다.                                                    |                                                             |                         |                                           |                  |
| 2 | "스카이랜더 스타일" "My Way or the Sky Way"                 | 아르튀르 크왁           | 에릭 로저스                               | 2016년 10월 28일 |
| 제트백 교수는 스파이로에게 스카이랜더답게 행동하는 법을 가르쳐주지만 그의 엄격한 규칙과 계획성을 스파이로는 이해하지 못한다.                                      |                                                             |                         |                                           |                  |
| 3 | "하나가 되자" "Missing Links"                               | 아르튀르 크왁           | 조시 헤이버                               | 2016년 10월 28일 |
| 4 | "드림 걸스" "Dream Girls"                                   | 아르튀르 크왁           | 조시 헤이버, 조안나 루이스, 크리스틴 송코 | 2016년 10월 28일 |
| 5 | "밝혀진 진실" "The Hole Truth"                              | 아르튀르 크왁           | 딘 스테판                                 | 2016년 10월 28일 |
| 구름높이 감옥에 수감된 캐오스와 몇몇 재소자들은 일일 교도관이 된 신입 스카이랜더들을 이용해 그곳에서의 탈출을 시도한다.                                           |                                                             |                         |                                           |                  |
| 6 | "우주 침략자" "Space Invaders"                              | 아르튀르 크왁           | 듀안 카피지                               | 2016년 10월 28일 |
| 의도치 않게 캐오스의 머릿속에 갇힌 닌자 엘프는 그곳에서 벗어날 수 있도록 동료들을 설득해야 한다.                                                                  |                                                             |                         |                                           |                  |
| 7 | "화 다스리기" "Anger Mismanagement"                         | 아르튀르 크왁           | 에릭 로저스, 조시 헤이버                  | 2016년 10월 28일 |
| 다혈질로 인해 임무를 실패하게 만든 이럽터는 심리 상담을 통해 차분한 성격을 가지려 노력한다. 한편 악당들의 매운 음식으로 인해 스카이랜더들은 옴짝달싹 못하게 된다. |                                                             |                         |                                           |                  |
| 8 | "록스타 팝" "Pop Rocks"                                     | 아르튀르 크왁           | 제시 포터                                 | 2016년 10월 28일 |
| 9 | "수염의 과학" "Beard Science"                               | 아르튀르 크왁           | 조시 헤이버                               | 2016년 10월 28일 |
| 10 | "스카이랜드의 위기" "The Skylands Are Failing!"             | 아르튀르 크왁           | 에릭 로저스, 브리태니 조 블로레스         | 2016년 10월 28일 |
| 11 | "크래시의 불시착" "Crash Landing"                           | 아르튀르 크왁           | 에릭 로저스, 브리태니 조 블로레스         | 2016년 10월 28일 |
| 12 | "스카이랜더 아카데미의 위기" "Assault on Skylander Academy" | 아르튀르 크왁           | 에릭 로저스                               | 2016년 10월 28일 |